# 아질리아 뱅크스
아질리아 뱅크스(Azealia Banks, 1991년 5월 3일 ~ )는 미국의 래퍼, 싱어송라이터이다.